# Mahamadou Diawara
Mahamadou Diawara (Longjumeau, Isla de Francia, 17 de febrero de 2005) es un futbolista franco-malíense que juega como mediocentro en Olympique de Lyon de la Ligue 1, máxima categoría del fútbol de Francia.

## Trayectoria
Se unió a la academia del Paris Saint-Germain Football Club en el año 2018 para comenzar su formación juvenil en el club parisino. Fue en 2020 que tuvo su primera participación son la sub-17 a pesar de ser sub-15, para la temporada 2021-22 tuvo más participación con la sub-17, convirtió 2 goles en los 15 partidos que jugó.
Fue ascendido a la sub-19 para la temporada 2022-23 y jugó 16 partidos a nivel local. También debutó a nivel internacional ya que fue convocado para la Liga Juvenil de la UEFA 2022-23, jugó 3 partidos en la fase de grupos pero posteriormente fueron derrotados en octavos de final por Borussia Dortmund, además estuvo presente en 2 partidos de la Premier League International Cup.
El 16 de junio de 2023 fue fichado por Olympique de Lyon, firmó contrato hasta el 30 de junio de 2027.
Debutó como profesional con  el 8 de octubre de 2023, fue titular en la fecha 8 del campeonato local y enfrentaron a Lorient, estuvo 60 minutos en cancha y empataron 3-3.
Tras 16 partidos con Los Leones, fue cedido a préstamo en enero de 2025 a Le Havre para culminar la segunda mitad de la temporada con rodaje.

## Selección nacional
Diawara ha sido internacional con la selección de Francia en la categoría sub-19.
Fue convocado por primera vez a la selección francesa en noviembre de 2023, luego de sus primeros minutos en Primera División, para defender la sub-19 en la clasificación al Campeonato Europeo. El 15 de noviembre debutó con Les Bleus, ingresó en los minutos finales contra Estonia y ganaron 2-0.

## Estadísticas

### Clubes
Actualizado al último partido citado el 17 de mayo de 2025.
| Club                      | Div.          | Temporada     | Liga  | Liga  | Liga   | Copas nacionales | Copas nacionales | Copas nacionales | Copas internacionales | Copas internacionales | Copas internacionales | Total | Total | Total  |
| Club                      | Div.          | Temporada     | Part. | Goles | Asist. | Part.            | Goles            | Asist.           | Part.                 | Goles                 | Asist.                | Part. | Goles | Asist. |
| ------------------------- | ------------- | ------------- | ----- | ----- | ------ | ---------------- | ---------------- | ---------------- | --------------------- | --------------------- | --------------------- | ----- | ----- | ------ |
| Olympique de Lyon Francia | 1.ª           | 2023-24       | 11    | 0     | 0      | 1                | 0                | 0                | —                     | —                     | —                     | 12    | 0     | 0      |
| Olympique de Lyon Francia | 1.ª           | 2024-25       | 2     | 0     | 0      | 0                | 0                | 0                | 2                     | 0                     | 0                     | 4     | 0     | 0      |
| Olympique de Lyon Francia | 1.ª           | 2025-26       | 0     | 0     | 0      | -                | -                | -                | -                     | -                     | -                     | 0     | 0     | 0      |
| Olympique de Lyon Francia | Total club    | Total club    | 13    | 0     | 0      | 1                | 0                | 0                | 2                     | 0                     | 0                     | 16    | 0     | 0      |
| Le Havre A. C. Francia    | 1.ª           | 2024-25       | 15    | 0     | 1      | -                | -                | -                | —                     | —                     | —                     | 15    | 0     | 1      |
| Le Havre A. C. Francia    | Total club    | Total club    | 15    | 0     | 1      | 0                | 0                | 0                | 0                     | 0                     | 0                     | 15    | 0     | 1      |
| Total carrera             | Total carrera | Total carrera | 28    | 0     | 1      | 1                | 0                | 0                | 2                     | 0                     | 0                     | 31    | 0     | 1      |
| 1. 2.                     |               |               |       |       |        |                  |                  |                  |                       |                       |                       |       |       |        |

### Selección
Actualizado al último partido citado el 9 de julio de 2024.
| Selección         | Temporada         | Continental | Continental | Continental | Mundial | Mundial | Mundial | Amistosos | Amistosos | Amistosos | Total | Total | Total  |
| Selección         | Temporada         | Part.       | Goles       | Asist.      | Part.   | Goles   | Asist.  | Part.     | Goles     | Asist.    | Part. | Goles | Asist. |
| ----------------- | ----------------- | ----------- | ----------- | ----------- | ------- | ------- | ------- | --------- | --------- | --------- | ----- | ----- | ------ |
| Sub-19 Francia    | 2023-24           | 3           | 0           | 0           | —       | —       | —       | 2         | 0         | 0         | 5     | 0     | 0      |
| Sub-19 Francia    | Total sel.        | 3           | 0           | 0           | 0       | 0       | 0       | 2         | 0         | 0         | 5     | 0     | 0      |
| Total selecciones | Total selecciones | 3           | 0           | 0           | 0       | 0       | 0       | 2         | 0         | 0         | 5     | 0     | 0      |
| 1.                |                   |             |             |             |         |         |         |           |           |           |       |       |        |